# 紅葉賞
紅葉賞（こうようしょう）は福山市競馬事務局が福山競馬場のダート1600mで施行していた地方競馬の重賞競走（平地競走）である。競走名は秋の季語のひとつでもある紅葉から。

## 概要
本競走が創設されるまでは秋に福山競馬場のダート2250mのアングロアラブ系古馬の中国所属馬限定の重賞競走「福山菊花賞」が開催されていた。2007年に当競走がサラブレッド系古馬の中国所属馬の出走条件に変更されたことに伴い創設された。2008年にアングロアラブ系の入厩頭数が減少した事により、2009年から2011年までの間は施行されなかった。
2012年にダート1600mのサラブレッド系3歳の中国所属馬限定の重賞競走として施行が再開された。
負担重量は別定重量である。
2012年度の賞金総額は81万円で、1着賞金60万円、2着賞金12万円、3着賞金6万円、4着賞金3万円と定められている。

## 歴史
- 2007年 - 福山競馬場のダート2250mのアングロアラブ系A1級格付けの中国所属馬限定の別定重量の重賞競走「紅葉賞」として創設。
- 2009年～2011年 - 施行されず。
- 2012年
  - 施行距離をダート1600mに変更。
  - 出走条件を「アングロアラブ系A1級格付けの中国所属馬」から「サラブレッド系3歳の中国所属馬」に変更。

### 歴代優勝馬
| 回数  | 施行日         | 優勝馬             | 性齢 | 所属 | タイム | 優勝騎手 | 管理調教師 |
| ----- | -------------- | ------------------ | ---- | ---- | ------ | -------- | ---------- |
| 第1回 | 2007年11月18日 | ヤスキノショウキ   | 牡6  | 福山 | 2:35.9 | 嬉勝則   | 神原勝志   |
| 第2回 | 2008年11月23日 | デラノキセキ       | 牡5  | 福山 | 2:35.7 | 岡崎準   | 江口秀博   |
| 第3回 | 2012年11月4日  | キャニオンサクセス | 牡3  | 福山 | 1:47.0 | 周藤直樹 | 吉井勝宏   |